# Phaedinus flavipes
Phaedinus flavipes är en skalbaggsart som först beskrevs av Carl Peter Thunberg 1822.  Phaedinus flavipes ingår i släktet Phaedinus och familjen långhorningar. Inga underarter finns listade i Catalogue of Life.